# Hennen van Merchtenen
Hennen van Merchtenen (1360 – na 1415) is de schrijver van de Cornicke van Brabant ("Kroniek van Brabant", 1415), een rijmkroniek van 4479 verzen.

## Cornicke van Brabant

### Auteurschap
Hennen was ambtenaar aan het hof van Anton van Bourgondië, hertog van Brabant en Limburg en schreef de kroniek op eigen initiatief. Dit kwam in de middeleeuwen vaker voor, al was het gebruikelijk dat schrijvers hun werk in opdracht verrichtten.
Hertog Anton kwam in 1415 om in de slag bij Azincourt, en daarna werkte Hennen zijn tekst nog bij. 

### Inhoud
De Cornicke van Brabant is een rijmkroniek van 4479 verzen.

### Handschriften en edities
De volgende handschriften van de Cornicke van Brabant zijn bewaard gebleven:
- Antwerpen, Erfgoedbibliotheek Hendrik Conscience, B 15828 (Cat. 78).[2]
- Brussel, Koninklijke Bibliotheek van België, 11616.[2]
- Gent, Universiteitsbibliotheek Gent, BHSL.HS.1621.[3]

De dichter Guido Gezelle bezorgde in 1896 een teksteditie van de Cornicke.